# Wayne Carroll
Pour les articles homonymes, voir Carroll.
Wayne Carroll, né le 3 janvier 1959, à Melbourne, en Australie, est un ancien joueur australien de basket-ball.